# Protapanteles triptolemus
Protapanteles triptolemus är en stekelart som först beskrevs av De Saeger 1944.  Protapanteles triptolemus ingår i släktet Protapanteles och familjen bracksteklar. Inga underarter finns listade i Catalogue of Life.